# HD 93607
HD 93607 är en ensam stjärna belägen i den mellersta delen av stjärnbilden Kölen och som ingår i stjärnhopen IC 2602 och ligger i kärnregionen av den öppna stjärnhopen IC 3602. Den har en skenbar magnitud av ca 4,87 och är svagt synlig för blotta ögat där. Baserat på parallaxmätning inom Hipparcosuppdraget på ca 6,8 mas, beräknas den befinna sig på ett avstånd på ca 480 ljusår (ca 147 parsek) från solen. Den rör sig bort från solen med en heliocentrisk radialhastighet på ca 16 km/s.

## Egenskaper
HD 93607 är en blå till vit stjärna i huvudserien av spektralklass B4 V även om äldre spektralstudier klassificerat den som underjätte. Den har en massa som är ca 6 solmassor, en radie som är ca 3 solradier och har ca 893 gånger solens utstrålning av energi från dess fotosfär vid en effektiv temperatur av ca 16 900 K.
HD 93607  finns med på en lista över de minst variabla stjärnorna bland dem som observerats av Hipparcossatelliten, med en möjlig variation mindre än 0,01 magnitud.